# Паметник на загиналите във войните разградчани
Паметникът на загиналите във войните разградчани е открит на 6 май 1995 г. в Разград. Негови автори са Любомир Добрев и архитект Веселин Крайщников.
Паметникът представя Св. Георги Победоносец на кон и четири възпоменателни плочи от гранит. Върху плочите са изписани имената на 245-има загинали във войните – българи, турци, арменци и евреи от Разградско. Над скулптурата на Св. Георги Победоносец е изградена арка завършваща с кръст за храброст.
- Скулптурата на Св. Георги Победоносец